# Karl-Heinz Sturm
Karl-Heinz Sturm (* 28. Februar 1924 in Delitzsch) ist ein ehemaliger deutscher Tennisspieler und Sportfunktionär. Er war Präsident des Deutschen Tennis-Verbandes der DDR.

## Leben
Sturm war ab 1938 aktiver Tennisspieler. Im Zweiten Weltkrieg leistete er Kriegsdienst und war von 1944 bis 1946 in Kriegsgefangenschaft.
Nach seiner Rückkehr aus der Gefangenschaft absolvierte er ein Sportlehrerstudium an der Martin-Luther-Universität (MLU) Halle (Saale). Im Jahr 1953 wurde er wissenschaftlicher Mitarbeiter, später Leiter der Studienabteilung der MLU Halle. Der Hochschullehrer betätigte sich als Nachwuchstrainer bei der Betriebssportgemeinschaft (BSG) Chemie Buna Schkopau und als Vorsitzender der Kommission für Nachwuchsförderung des Deutschen Tennisverbandes (DTV).
In den 1950er Jahren war er fünfmal DDR-Meister im Tennis-Einzel (1951, 1952, 1954, 1955 und 1956).
Sturm war von 1966 bis 1974 Vizepräsident, dann von 1974 bis 1987 Präsident des Deutschen Tennis-Verbandes der DDR. Er gehörte zudem dem Bundesvorstand des Deutschen Turn- und Sportbundes als Mitglied an und war Mitglied der SED. Im Oktober 1981 wurde er mit dem Ehrenzeichen für Körperkultur und Sport der Deutschen Demokratischen Republik ausgezeichnet. Nach der Wende in der DDR wurde er 1992 Geschäftsführer einer Multimedia-Firma in Berlin.

## Schriften (Auswahl)
- Tennis: Technik, Taktik, Training. Sportverlag, Berlin 1964.
- Lehrprogramm für die Ausbildung von Übungsleitern der Stufen 1, 2 und 3. Spezielle Theorie, Methodik und Praxis. Deutscher Tennis-Verband der DDR, Berlin 1969.
- Neues Tennislehrbuch. Sportverlag, Berlin 1964 (3. Auflage, 1982; Übersetzung ins Portugiesische: Ténis. Ed. Estampa, Lissabon 1982).